# Brent Chapman
Brent Chapman est un acteur. Il est surtout connu pour son rôle de Franklin dans le film Halloween : Résurrection.

## Filmographie
- 2008 : L'Île du secret (Whispers and Lies)(TV) - M. Sanderford
- 2006 : Le Repaire des ténèbres - Chef Claude
- 2006 : Masters of Horror 2 : La Guerre des sexes
- 2002 : Freddy contre Jason - le père de Blake
- 2002 : X Files, aux frontières du réel - Le flic de la sécurité (2 épisodes, 1995-1997)
- 2001 : Halloween : Resurrection - Franklin
- 2001 : Replicant - la concierge
- 2000 : Comment tuer le chien de son voisin - un policier
- 2000 : The Inspectors 2: A Shred of Evidence - le partenaire de Joe
- 1999 : Les Embrouilles de Will   -   Dane au Copenhagen Snack Food
- 1996 : Happy Gilmore - un responsable